# Boekwetenschap
Boekwetenschap (ook wel: boekgeschiedenis) is een deelgebied van de cultuurgeschiedenis en houdt zich voornamelijk bezig met de productie, distributie en consumptie van boeken in historisch perspectief.

## Ontwikkeling
De boekgeschiedenis ontwikkelde zich uit de analytische bibliografie, die zich sinds de 19e eeuw vooral richtte op de historische ontwikkeling van de productie van boeken. Bestudeerde onderwerpen waren lettertypen, boekbanden en papiersoorten. Vooral in Engeland was dit vakgebied populair: door bestudering van uiterlijke kenmerken van uitgaven van William Shakespeare probeerde men te achterhalen wat de meest originele tekst was. Veel bibliografen waren daarom tevens letterkundigen. 

### Nederland
In Nederland bestond er vanaf de 19e eeuw aandacht voor meerdere elementen van de bibliografie als wetenschap. Bibliografen en antiquaren als P.A. Tiele en Martinus Nijhoff stelden uitgebreide en gedetailleerde bibliografieën samen, die rekenschap gaven van herkomst en uiterlijk van de beschreven boeken. Tiele was fundamenteel in het ontsluiten van het bezit van de Bibliotheca Thysiana te Leiden. Nijhoff was vooral bibliograaf ten bate van zijn boekhandel en uitgeverij. De Amsterdamse boekhandelaar A.C. Kruseman was daarentegen meer historisch bezig. Hij verzamelde jarenlang gegevens voor zijn Bouwstoffen voor een geschiedenis van den Nederlandschen boekhandel (1886-1887). In het begin van de 20e eeuw riep uitgever J.W. Enschedé op tot bredere bestudering van het boek in de kolommen van Het Boek, tijdschrift voor boek- en bibliotheekwezen. 
In de jaren vijftig van de 20e eeuw ontstond in Amsterdam vervolgens een eerste boekhistorische specialisatie. Onder leiding van Amsterdamse hoogleraar Herman de la Fontaine Verwey werd de eerste aanzet gegeven tot een historische bestudering van boekproductie, boekhandel en leesgewoonten. Samen met W.Gs. Hellinga schreef hij Kopij en druk in de Nederlanden (1962); op eigen titel schreef hij de vierdelige reeks Uit de wereld van het boek (1975-1997). Sindsdien zijn er honderden studies verschenen. Een groot boekhistorisch project bij de Koninklijke Bibliotheek in Den Haag resulteerde begin 21e eeuw in de website Bibliopolis met bijbehorende uitgave in druk: Bibliopolis. Geschiedenis van het gedrukte boek in Nederland (2003).

### Buitenland
De grootste veranderingen vonden echter plaats buiten Nederland, in Frankrijk. Onder invloed van de Annales-school in sociale en economische geschiedenis werden vanaf de jaren vijftig en zestig van de 20e eeuw objecten als boeken nu ook vanuit sociaal en economisch perspectief bestudeerd. Fundamenteel in de ontwikkeling van de boekgeschiedenis in internationale context was het artikel ‘What Is the History of Books?’ (1982) van de Amerikaanse historicus Robert Darnton. Zijn geschetste ‘communications circuit’ plaatste de bestudering van het boek binnen een zeer brede historische context. Darnton beoogde boekhistorici ervan te overtuigen samenhang aan te brengen tussen diverse soorten onderzoeken binnen de boekwetenschap.

## Organisatie

### Nederland
Vrijwel elke algemene Nederlandse universiteit huisvest boekhistorici. Aan de Universiteit Leiden en de Universiteit van Amsterdam zijn specialisaties mogelijk in boekwetenschap. In Nijmegen worden tijdschriften bestudeerd. Aan Erasmus Universiteit Rotterdam staan individuele leesgewoonten centraal in boekhistorisch onderzoek, mede vanuit de Rotterdamse expertise in egodocumenten zoals dagboeken en brieven. Veel boekwetenschappers zijn lid van de Nederlandse Boekhistorische Vereniging, die in 1993 werd opgericht als platform voor boekhistorisch geïnteresseerden en een werkgroep is van de Maatschappij der Nederlandse Letterkunde. De afdelingen bijzondere collecties van de Universiteit Leiden, de Universiteit van Amsterdam en de Koninklijke Bibliotheek kennen daarnaast speciale handbibliotheken ter bestudering en ontsluiting van een oude drukken en handschriften.
In Den Haag is het Huis van het Boek gevestigd. Het richt zich op het geschreven en gedrukte boek in al zijn vormen, in heden en verleden.

### Vlaanderen
Vlaanderen kent geen specifieke opleiding voor boekhistorici, maar de wetenschappers die zich in Vlaanderen bezighouden met de boekgeschiedenis zijn verenigd in de Vlaamse Werkgroep Boekgeschiedenis.